# Honta
Honta est un village du Cameroun situé dans le département du Djérem et la Région de l'Adamaoua. Il fait partie de la commune de Ngaoundal.

## Population
Lors du recensement de 2005, le village était habité par 386 personnes, 179 personnes de sexe masculin et 207 personnes de sexe féminin.